# Kota Galuh
Kota Galuh is een bestuurslaag in het regentschap Serdang Bedagai van de provincie Noord-Sumatra, Indonesië. Kota Galuh telt 3630 inwoners (volkstelling 2010).